# Hilmar Baunsgaard
Hilmar Baunsgaard (Slagelse, 26 febbraio 1920 – 2 luglio 1989) è stato un politico danese, primo ministro della Danimarca dal 15 febbraio 1968 al 9 ottobre 1971.
Esponente del partito Vesntre, di ispirazione social-liberale, quando venne nominato primo ministro nel 1968 pose fine a 15 anni di governi socialdemocratici.
Nel tentativo di gestire i costi crescenti dello Stato sociale fu costretto di aumentare le tasse. Inoltre, dal punto di vista sociale, fece approvare riforme molto controverse come l'abolizione della censura sulla pornografia e la legalizzazione dell'aborto.
In politica estera cercò di creare un'alternativa nordica alla Comunità Economica Europea proponendo l'istituzione di una organizzazione di cooperazione economica (la Nordek) che però non andò in porto sia per il rifiuto della Finlandia di farne parte, sia per il fatto che dopo pochi anni la Danimarca aderì alla CEE.